# Wynolt Pietersma
Rimren Wynolt Pietersma (Menaldumadeel, 7 augustus 1980) is een Nederlands acteur en voormalig wiskundedocent.
Pietersma is begonnen als wiskundeleraar met een grote passie voor acteren. Hij is altijd blijven spelen. Vooral in (afstudeer)voorstellingen van studenten van verschillende theaterscholen. In 2010 is hij begonnen aan de acteursopleiding van Theaterschool De Trap in Amsterdam. Daar speelde hij in 2014 in "Bedgeheimen" van Haye van der Heyden. Enkele projecten van de laatste jaren zijn "Ether" van Theatergroep De Jonge Honden in Zwolle, "Ontmoeting Onbekend" voor het Noorderzon Festival in Groningen en "Mandarijn", de afstudeerfilm waarmee kunstenaar Sarah Bijlsma diverse prijzen won. 
In 2014 speelde hij mee in de korte films "Krabbel" en "De ideale man" (met onder andere Anouk Maas) en was hij te zien in de commercial NIX18. Hij speelde in 2015 mee in de televisieserie De Fractie als Leendert Dingemans en als glazenwasser in reclamespot van VGZ samen met Erik van der Hoff en als zingende buschauffeur in reclamespot van Kips.In 2016 was hij te zien als bewaker in Heer & Meester. In 2017 speelde hij in de televisieserie Het geheime dagboek van Hendrik Groen. In 2020 was hij 1 aflevering te zien in de serie Commando's en in Het A-woord. In 2021 speelde hij in de korte film "Bertje".
Naast al zijn werkzaamheden is hij studiebegeleider voor podiumkunsten en roostermaker.
Hij woont in Zutphen.